# Chrysotaenia quadripunctata
Chrysotaenia quadripunctata är en fjärilsart som beskrevs av Walker 1861. Chrysotaenia quadripunctata ingår i släktet Chrysotaenia och familjen mätare. Inga underarter finns listade i Catalogue of Life.